# Kinzie Kenner
Kinzie Kenner (ur. 22 lipca 1984 w hrabstwie Los Angeles) – amerykańska aktorka i reżyserka filmów pornograficznych.

## Życiorys

### Wczesne lata
Urodziła się w hrabstwie Los Angeles w Kalifornii. Jej pierwszą pracą było przygotowywanie kanapek w restauracji Subway. Była też tancerką i modelką. Kenner mieszkała w Arizonie, zanim przeprowadziła się do Południowej Kalifornii.

### Kariera
Przygodę z branżą erotyczną zaczynała od pozowania do internetowych sesji zdjęciowych. W lutym 2003 roku, w wieku osiemnastu lat zaczęła występować w filmach dla dorosłych, w tym Who's Your Daddy 2 (2003) z Markiem Davisem i Campus Confessions 6 (2003) ze Steve’em Holmesem.
Wystąpiła w ponad 100 filmach pornograficznych, a wśród znanych firm i stron dla dorosłych były Hustler, PayOnes, Just 18, Pink Visual, Brazzers, Adam & Eve, Wicked Pictures, Reality Kings, New Sensations, Elegant Angel, Zero Tolerance i Digital Playground.
Jesienią 2005 roku poddała się operacji zwiększającej biust do miseczki D.
W 2006 roku była nominowana do Adult Video News Awards w kategorii „Najlepsza scena seksu w parze” i została uhonorowana XRCO Award w kategorii „Kremowy sen”.
W 2007 roku zdobyła trzy nominacje do AVN Award.
Jej partnerem był Vic Lagina. Spotykała się też z Tyler Faith (2006).

## Nagrody i nominacje
| Rok  | Nagroda    | Kategoria                              | Film                                  | Inni wykonawcy | Rezultat  |
| ---- | ---------- | -------------------------------------- | ------------------------------------- | -------------- | --------- |
| 2006 | AVN Award  | Najlepsza scena seksu w parze – wideo  | Jack's Teen America: Mission 6 (2005) | Christian XXX  | Nominacja |
| 2006 | XRCO Award | Kremowy sen                            | –                                     | –              | Wygrana   |
| 2007 | AVN Award  | Najlepsza wykonawczyni                 | –                                     | –              | Nominacja |
| 2007 | AVN Award  | Najlepsza scena seksu analnego – wideo | Little Red Rides the Hood (2006)      | Randy Spears   | Nominacja |
| 2007 | AVN Award  | Najlepsza złośnica                     | Big Wet Asses 7 (2005)                | –              | Nominacja |